# Neomochtherus idahoae
Neomochtherus idahoae là một loài ruồi trong họ Asilidae. Neomochtherus idahoae được Martin miêu tả năm 1975. Loài này phân bố ở vùng Tân Bắc giới.